# Battaglia del fiume Axona
La battaglia del fiume Axona fu combattuta nel 57 a.C. tra l'esercito romano ed i Belgi, nell'ambito delle campagne galliche di Giulio Cesare.

## Contesto storico
Cessata la minaccia germanica di Ariovisto, le antiche inimicizie tra le tribù galliche tornarono a galla ed allo stesso tempo cresceva l'insofferenza verso l'occupazione romana. In questa situazione, molti popoli cercarono alleanze anche con i vicini Germani della riva sinistra del Reno, per trovare il necessario aiuto contro il comune ed imminente pericolo delle legioni cesariane, che - molti sospettavano - si sarebbero dirette a breve contro i loro territori.
Cesare narra che, mentre si trovava in Gallia Cisalpina, fu informato di una congiura dei Belgi ai danni di Roma; un'ipotesi, questa, che sembra confermata anche da un carteggio di Tito Labieno, luogotenente del generale. I Belgi si scambiavano ostaggi perché temevano che, una volta sottomessa tutta la Gallia celtica, l'esercito romano sarebbe stato poi condotto nel loro Paese. A sobillare il loro proposito erano intervenute anche alcune popolazioni galliche, che mal sopportavano che le truppe romane svernassero nelle loro terre e vi si abituassero.
Giunto in Gallia (probabilmente a Vesontio, capitale dei Sequani) con due nuove legioni (la XIII e XIIII), Cesare venne a sapere che tutte le tribù della Gallia Belgica (a cui si erano unite alcune tribù germaniche), con la sola esclusione dei Remi, si sarebbero riunite in un unico luogo con l'intero esercito, sotto la guida di un certo Galba, re dei Suessioni.

### Forze in campo
Cesare fornisce un elenco dettagliato dei popoli che presero parte all'alleanza, per un totale di 306 000 armati: essi appartenevano al popolo dei Bellovaci (con 60 000 armati), Suessioni (50 000 armati), Nervi (50 000), Atrebati (15 000), Ambiani (10 000), Morini (25 000), Menapi (7 000), Caleti (10 000), Veliocassi (10 000), Viromandui (10 000), Atuatuci (19 000), oltre a 40 000 Germani.

### Preludio alla battaglia
Cesare, dopo 15 giorni di marcia ininterrotta e dopo avere rifocillato l'esercito nelle terre degli alleati Remi, si accampò a nord del fiume Axona (moderno Aisne, affluente dell'Oise). Pose un presidio a difesa del ponte che lo attraversava e lo affidò al luogotenente Quinto Titurio Sabino con sei coorti. Mentre attendeva che i Belgi giungessero in prossimità del fiume, fece fortificare il campo.
I Belgi, ancora intenti all'assalto del vicino oppidum di Bibrax (importante centro dei Remi), non si curarono della vicinanza delle legioni romane, tanto che Cesare fu costretto ad inviare truppe in aiuto della vicina città (tra cui cavalieri numidi, arcieri cretesi e frombolieri delle Baleari) per provocarli a battaglia. Finalmente, fallito il tentativo di conquistare l'oppidum, i Belgi marciarono verso Cesare, ponendo il loro campo a meno di due miglia da quello romano. L'accampamento si estendeva in larghezza per circa otto miglia, tanto era grande. Dopo aver saggiato con alcune scaramucce le capacità del nemico, Cesare decise di provocare l'esercito dei Belgi in campo aperto:

## La battaglia
(Cesare, De bello Gallico, II 8, 5-10.)
I Belgi presero quindi la strada verso le loro terre prima della mezzanotte, e Cesare, dopo aver atteso fino all'alba poiché voleva capire le reali intenzioni del nemico e temeva insidie in un territorio sconosciuto ed ostile, decise di inseguirlo con tutta la cavalleria (affidata a Quinto Pedio, e Lucio Arunculeio Cotta) e tre legioni (affidate a Tito Labieno). I Romani, una volta raggiunta la retroguardia dell'enorme massa di armati che si snodava disordinatamente lungo il fiume Aisne in direzione ovest, ne approfittarono per farne grande strage fino al tramonto.

## Conseguenze
Il giorno seguente, Cesare, prima che i nemici si riprendessero dal terrore suscitato dalla recente strage, condusse l'esercito nelle terre dei Suessioni, giungendo dinanzi al loro principale oppidum, Noviodunum (presso le odierne Soissons e Pommiers). La città fu cinta d'assedio, ma il loro re Galba, spaventato dalla grandezza delle opere d'assedio che il generale romano era riuscito ad approntare in così poco tempo, offrì la resa del suo popolo. La capitolazione, favorita anche dall'intercessione dei vicini Remi, fu suggellata dalla consegna di ostaggi (tra cui due figli dello stesso re Galba) e di tutte le armi che tenevano nella loro capitale.